# Lisa dagli occhi blu/Mi si ferma il cuore
Lisa dagli occhi blu/Mi si ferma il cuore è un singolo (il suo settimo) di Mario Tessuto del 1969. Fu il singolo più venduto dell'estate 1969 e il quarto singolo più venduto dell'anno.

## Il disco
La canzone sul lato A, Lisa dagli occhi blu, è sicuramente la più nota incisa da Tessuto, ed è stata un vero e proprio tormentone degli anni sessanta; da essa viene anche tratto un omonimo musicarello.
Scritta da Giancarlo Bigazzi per il testo e da Claudio Cavallaro per la musica, la canzone si classifica al secondo posto a Un disco per l'estate 1969, dietro a Pensando a te di Al Bano.
Il testo fu scritto originariamente da un ragazzo di Bisignano in Provincia di Cosenza, Mario Guido, ai tempi del Liceo, che scrisse una poesia per una sua ex compagna della II B delle scuole medie di Bisignano (CS). La poesia fu poi venduta ad un paroliere che ne fece la canzone conosciuta.
Nel 1984 il cantante francese Pascal ne ha inciso una versione in francese, intitolata Petite fille aux yeux bleus.
Sul lato B vi è il brano Mi si ferma il cuore, scritto sempre da Bigazzi per il testo mentre la musica è composta da Cavallaro insieme allo stesso Tessuto.
Il disco diventa in breve tempo uno dei più venduti dell'anno: rimane in classifica tra i primi dieci per quindici settimane, restando al primo posto due settimane dal 16 al 23 luglio e ritornandoci per altre quattro settimane dal 20 agosto al 10 settembre.

## Tracce
Lato A
1. Lisa dagli occhi blu

Lato B
1. Mi si ferma il cuore

## Cover
- Roberto Tardito nell'album Era una gioia appiccare il fuoco, citandone alcuni versi nel brano Coppia con la testa piena di nuvole
- 1969 - Nicola Di Bari, singolo in castigliano con il titolo Lisa de los ojos azules (RCA Victor, 31A-1554), uscito in Argentina e Cile ed inserito nella raccolta Los grandes éxitos de Nicola di Bari del 1970 (RCA Records, CML 2806), per il mercato cileno.
- 1969 - Luciano con l'orchestra di Mario Battaini, singolo (GR – GR 6183); nella compilation Disco estate 1969 (GR – LP - HP 3734)
- 1969 - Gionchetta incide una cover del brano (Karabo, kr 1028) inserita nella compilation dello stesso anno Un disco per l'estate (Karabo, KR-LP 003)
- 1969 - Gabi Novak e Kvartet "Admira", singolo in croato Duga je, duga noć, testo di Arsen Dedić (Jugoton – SY 1458); album del 1978 Najveći uspjesi (Jugoton – LSY 66048)